# Ambrogio Necchi
Ambrogio Necchi (Pavia, 1860 – 1916) è stato un imprenditore italiano.
Nel 1900 fondò una grande fonderia di ghisa a Pavia, il che gli valse la nomina a cavaliere del lavoro (1912). L'azienda fu sviluppata dal figlio Vittorio Necchi, che ne fece la celebre Necchi S.p.A. produttrice di macchine da cucire.